# Боевой вылет
Боевой вылет — основная единица измерения боевой работы в военной авиации.
Наибольшее число боевых вылетов в истории авиации (более 5 000) совершил Ли Луэ — пилот штурмовика во время гражданской войны в Лаосе (1960–1973).

## Вторая мировая война

### Союзники
В авиации стран антигитлеровской коалиции количество обязательных боевых вылетов было ограниченным (см. Срок службы (англ.)). Например, для бомбардировщиков RAF обязательными были 30 боевых вылетов, после чего военнослужащий получал статус ветерана войны и право уйти в запас. Подобный порядок был принят и в ВВС Армии США.

### СССР
В ВВС РККА предел количества боевых вылетов отсутствовал, что приводило к определённым психологическим проблемам, так как отдых был возможен только в госпитале:
Мы попали в 566-й штурмовой авиационный полк … Воевал он здесь, под Москвой. Все до одного погибли. Остался с 1941-го года только Афоня Мачный, и тот с ума сошел после полсотни вылетов…

(Из воспоминаний ветерана-штурмовика Ю. М. Хухрикова)

Лучшие пилоты ВВС РККА и Люфтваффе имели на своём счету сотни боевых вылетов (см. табл.)
| Пилот              | Тип самолёта       | Кол-во вылетов | Кол-во сбитых самолётов |
| ------------------ | ------------------ | -------------- | ----------------------- |
| Германия           |                    |                |                         |
| Ганс-Ульрих Рудель | Юнкерс Ю 87        | 2530           | 9                       |
| Эрих Хартманн      | Мессершмитт Bf.109 | 1425           | 352                     |
| Герхард Баркхорн   | Мессершмитт Bf.109 | 1110           | 301                     |
| Гюнтер Ралль       | Мессершмитт Bf.109 | 621            | 275                     |
| СССР               |                    |                |                         |
| Ф. Я. Морозов      | Як-1, Як-7, Як-9   | От 857 до 887  | 16                      |
| А. И. Покрышкин    | МиГ-3, Як-1, P-39  | 650            | 59                      |
| И. Н. Кожедуб      | Ла-5, Ла-7         | 366            | 64                      |

#### Боевой вылет истребителя в ВВС СССР
В большинстве воюющих стран боевым вылетом считался любой вылет в зону боевых действий, совершаемый по приказу командования. Однако в истребительной авиации ВВС СССР с середины 1942 года применялось иное определение:

… Считать боевым вылетом для истребителей только такой вылет, при котором истребители имели встречу с воздушным противником и вели с ним воздушный бой, а при выполнении задачи по прикрытию штурмовиков и бомбардировщиков считать боевым вылетом для истребителей только такой вылет, при котором штурмовики и бомбардировщики при выполнении боевой задачи не имели потерь от атак истребителей противника.

ПРИКАЗ НКО № 0685 от 9 сентября 1942 г. «Об установлении понятия боевого вылета для истребителей»

#### Боевой вылет бомбардировщика в ВВС СССР
Для бомбардировщиков и штурмовиков ВВС СССР боевой вылет засчитывался лишь при подтверждении его результатов фотосъёмкой, для чего в составе группы выделялся особый самолёт. 
Именно количество боевых вылетов являлось основой для награждения лётчиков в частях штурмовой и бомбардировочной авиации.

## Другие войны
Во время войны во Вьетнаме срок службы лётчика ВВС США на театре военных действий заканчивался после совершения 100 боевых вылетов над Северным Вьетнамом. Обычно это занимало 7–8 месяцев. Вылеты над Южным Вьетнамом, Лаосом и Камбоджей не засчитывались. За два—три срока службы некоторые пилоты успевали совершить более 500 вылетов.

## В произведениях искусства
- Роман Джозефа Хеллера «Уловка-22»